# Trolejbusy w San Francisco

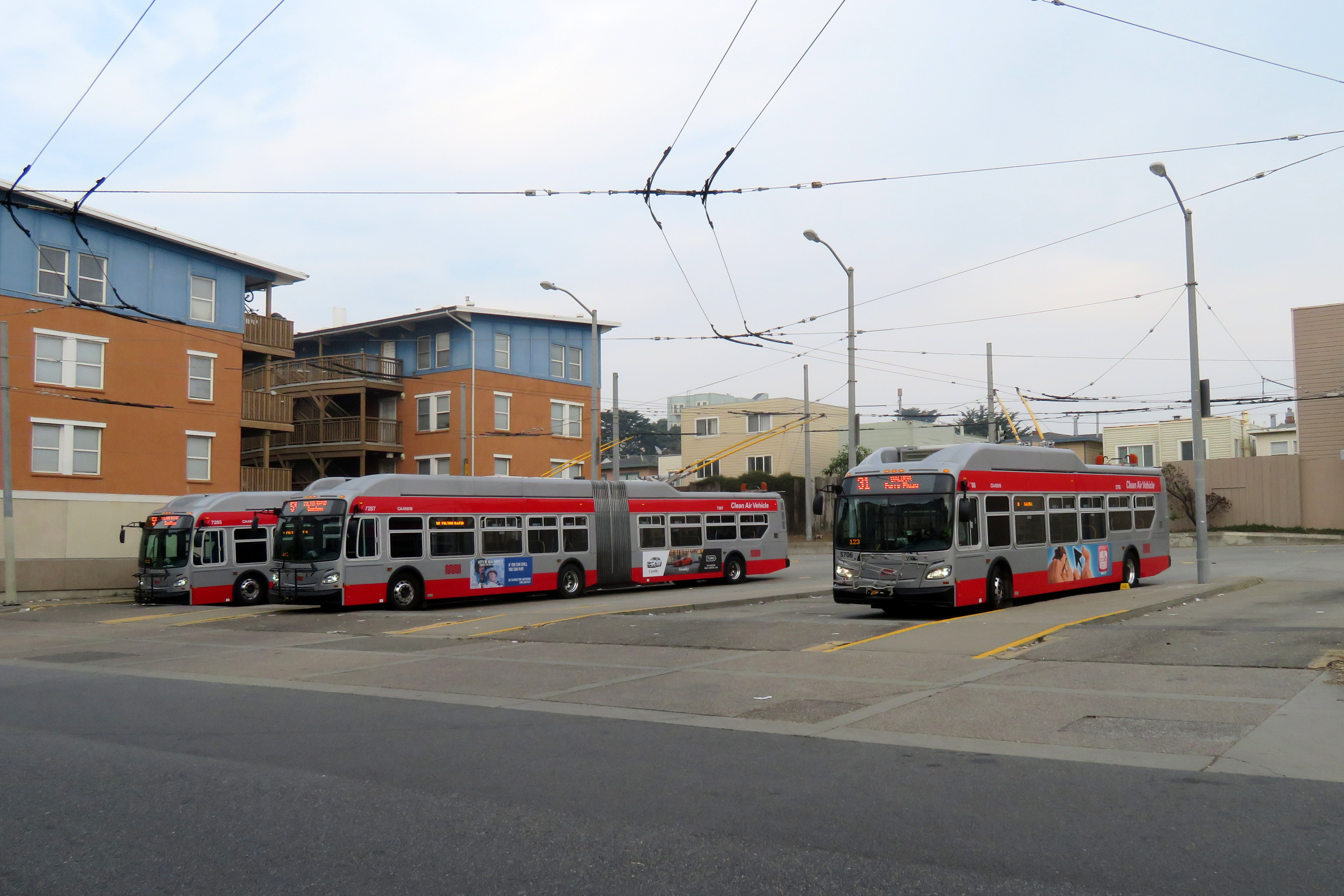
Trolejbusy na pętli Cabrillo and La Playa w listopadzie 2018 roku

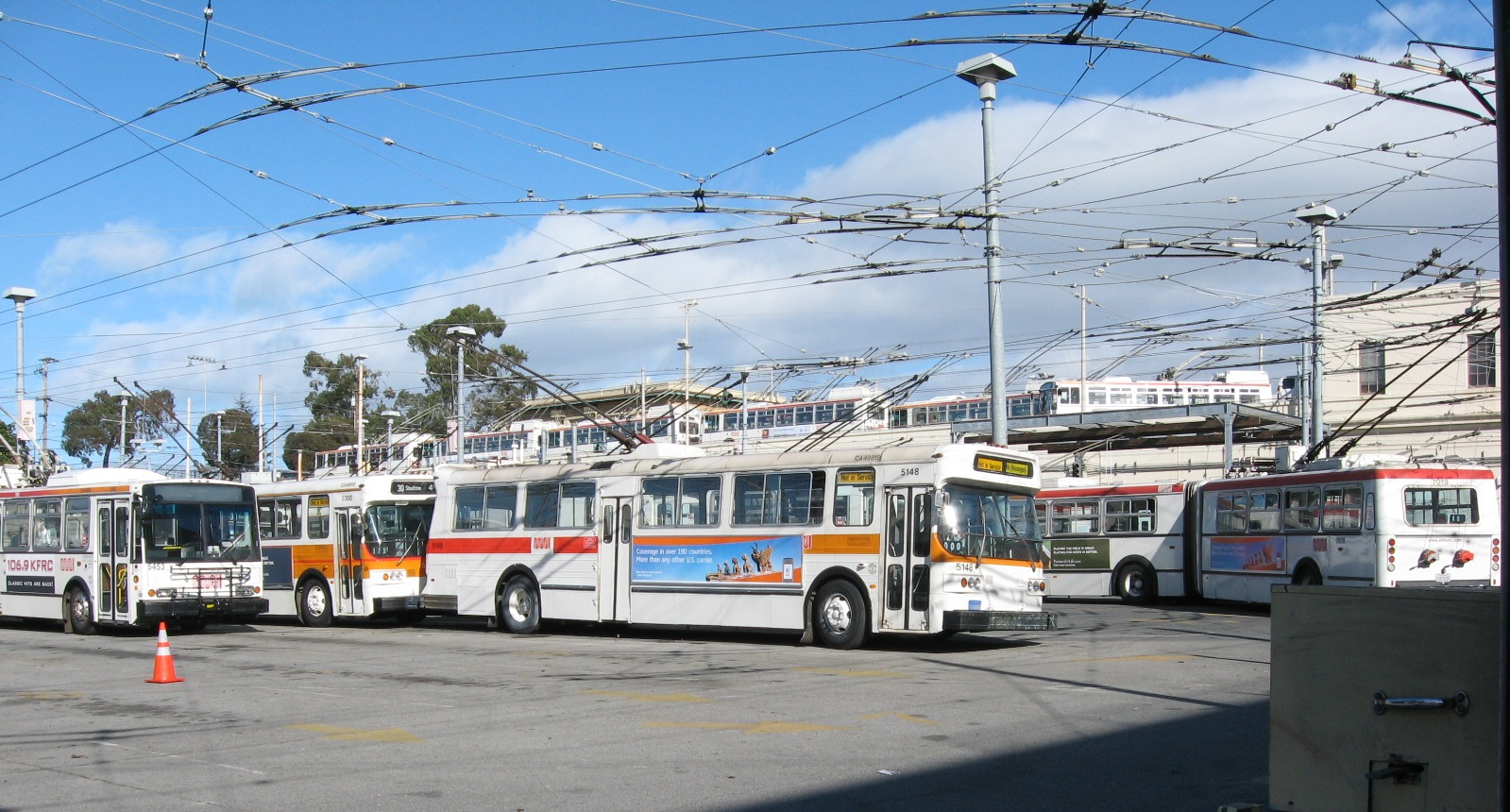
Trolejbusy w zajezdni trolejbusowej Potrero Division

Trolejbusy w San Francisco − system komunikacji trolejbusowej w San Francisco w Stanach Zjednoczonych. 

## Historia
Pierwszą linię trolejbusową w San Francisco uruchomiono 6 października 1935, która zastąpiła linię tramwajową. W 2009 zlikwidowano 3 linie z dotychczasowych 17.

## Linie
Obecnie w San Francisco istnieje 14 linii trolejbusowych:
| Numer linii | Trasa                                                       |
| ----------- | ----------------------------------------------------------- |
| 1           | Drumm St. − CALIFORNIA St. − 32nd. Av.                      |
| 3           | Sutter St. − JACKSON St. − Walnut St.                       |
| 5           | Transbay Terminal − FULTON St. − La Playa                   |
| 6           | Ferry Plaza − PARNASSUS St. − Quintara St.                  |
| 14          | Ferry Plaza − MISSION St. − San Jose Av.                    |
| 21          | Ferry Plaza − HAYES St. − St. Marys Hosp.                   |
| 22          | 20th. Station − Marina Blvd.                                |
| 24          | Jackson St. − Divisadero St. − Oakdale Palou Station        |
| 30          | Caltrain Depot − Stockton St. − Jefferson Beach             |
| 31          | Ferry Plaza − Balboa St. − La Playa                         |
| 33          | Maple St. − Stanyan St. − Utah/25th St.                     |
| 41          | Main Street − Union St. − Lyon St.                          |
| 45          | Lyon St. − Union St. − Stockton St. − Caltrain Depot        |
| 49          | North Point St. − Van Ness Av. − Mission St. − City College |

## Tabor
W eksploatacji znajduje się 278 trolejbusów:
| Numery taborowe | Ilość sztuk | Producent | Napęd          | Model | Konfiguracja                                        | Lata produkcji | Zdjęcie |
| --------------- | ----------- | --------- | -------------- | ----- | --------------------------------------------------- | -------------- | ------- |
| 7201-7260       | 60          | New Flyer | Vossloh Kiepe  | XT60  | Trolejbus przegubowy o długości 60', niskopodłogowy | 2015-2016      |         |
| 7261-7293       | 33          | New Flyer | Kiepe Electric | XT60  | Trolejbus przegubowy o długości 60', niskopodłogowy | 2017-2018      |         |
| 5701-5885       | 185         | New Flyer | Kiepe Electric | XT40  | Trolejbus o długości 40', niskopodłogowy            | 2018-2019      |         |